# Rieux-de-Pelleport
 Rieux-de-Pelleport  là một xã ở tỉnh Ariège, thuộc vùng Occitanie ở phía tây nam nước Pháp.